# Grens tussen Marokko en Spanje

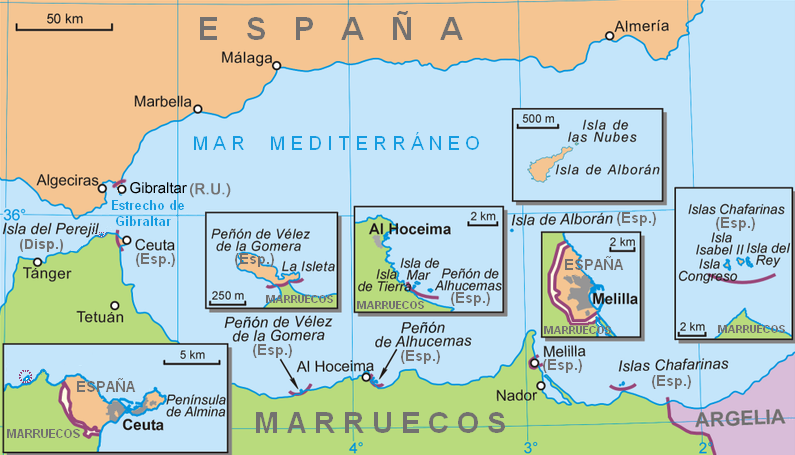
Kaart van de Spaanse gebieden in Noord-Afrika.

De grens tussen Marokko en Spanje bestaat uit drie niet-aaneengesloten, vrij korte landgrenslijnen van in totaal 18,5 km, rond de Spaanse gebieden Ceuta (8 km), Peñón de Vélez de la Gomera (75 meter) en Melilla (10,5 km). Deze drie exclaves in Noord-Afrika worden aangeduid met de term plazas de soberanía, waartoe ook enkele kleine eilanden voor de Marokkaanse kust behoren. 
Historisch gezien maakten deze plazas de soberanía deel uit van diverse islamitische rijken van Noord-Afrika. Ceuta werd in 1415 door het Koninkrijk Portugal veroverd. Na de Reconquista van het Iberische schiereiland keek Spanje zuidwaarts naar de Noord-Afrikaanse kust, waarbij Melilla werd veroverd op het sultanaat van Fez in 1497, met de zegen van Portugal. Spanje viel het toenmalige eiland Peñón de Vélez de la Gomera binnen in 1508, waarbij Portugal deze annexatie het jaar nadien erkende bij het Verdrag van Sintra. Het eiland werd heroverd door het Koninkrijk Fez in 1554, maar opnieuw bezet door Spanje in 1564, en sindsdien is het in Spaanse handen gebleven. De exclaves zijn sedertdien een voortdurend twistpunt gebleven tussen Marokko en Spanje. 
Marokko en Spanje hebben ook een maritieme grens bij de Canarische Eilanden en langs de Straat van Gibraltar en de Alboránzee. De kortste afstand tussen beide landen langs de straat van Gibraltar is 14,3 kilometer. Het Britse territorium Gibraltar (geclaimd door Spanje) ligt aan de noordkust van deze straat.

## Grenshekken
In 1993 begon Spanje met de bouw van de grenshekken rond Ceuta en Melilla, die verder werden versterkt in 1995, en opnieuw in 2005, ditmaal in een profiel met dubbele afrastering en prikkeldraad bovenop, wachttorens en bewakingsapparatuur. Sindsdien zijn er talrijke pogingen geweest om de grenshekken te beklimmen, wat tot verschillende dodelijke ongevallen heeft geleid. 
De belangrijkste leveranciers van de grenshekken waren in 2015-2020 European Security Fencing (concertina-prikkeldraad) en Indra Sistemas (SIVE-grenscontrolesysteem met radar, sensoren en vision-systemen). 

### Grenshek met Melilla

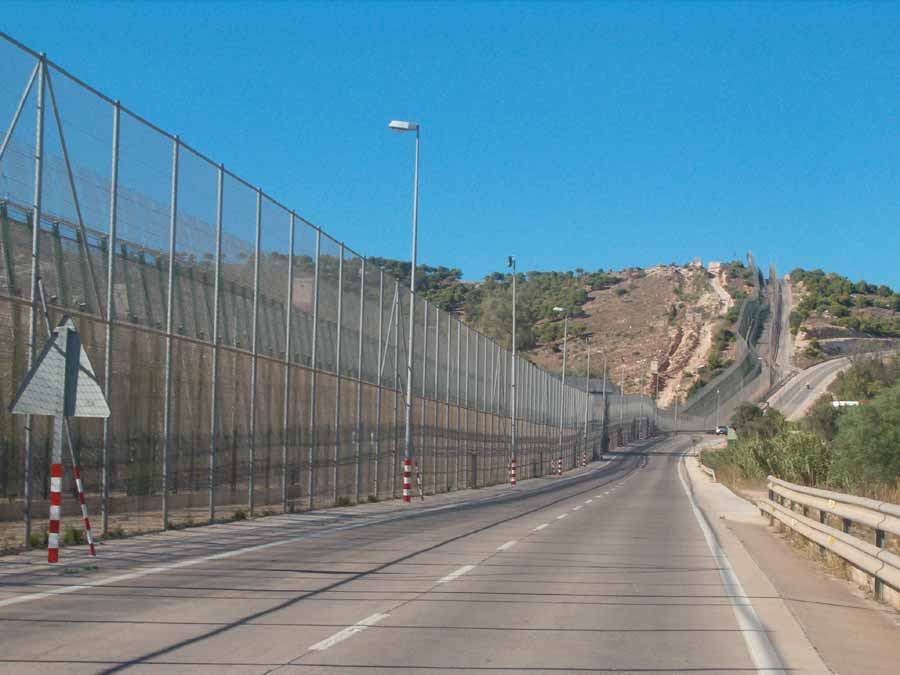
Het grenshek in Melilla (2008).

In 2005 bestormden honderden Afrikanen het grenshek om zo via Spanje de Europese Unie binnen te komen. De meeste van hen werden met geweld teruggestuurd. Het vier meter hoge dubbele hek met wachttorens houdt echter lang niet iedereen tegen. Ook op 17 februari 2014, 1 mei 2014 en 15 oktober 2014 waren er soortgelijke bestormingen.

### Grenshek met Ceuta
Op 17 mei 2021 staken meer dan 6.000 migranten de grens over naar Ceuta. Er werd algemeen aangenomen dat Marokko de plotselinge toevloed toestond om Spanje te straffen omdat het Polisario Front-leider Brahim Ghali in een Spaans ziekenhuis mocht worden behandeld. De volgende dag sloot Marokko de grens opnieuw, de meeste “overstekers” keerden terug naar Marokko.

## Handel
Grenshandel tussen Melilla en Marokko gebeurt onder meer door de porteadoras, (meestal) vrouwelijke kruiers. Bij de grensovergang van Barrio Chino - alleen voor voetgangers – kunnen zij belastingvrij met goederen naar Marokko terugkeren, op voorwaarde dat ze de lading fysiek kunnen dragen, als “handbagage”. Vrouwen uit de Marokkaanse provincie Nador mogen Melilla bezoeken, maar er niet verblijven.

## In de media
De bestorming van de grenshekken in 2005 door Afrikaanse migranten vormt het onderwerp van de documentaire Victimes de nos richesses.